# Drosera kaieteurensis
Drosera kaieteurensis, es una especiede planta carnívora perteneciente a la familia Droseraceae que es originaria de Venezuela.

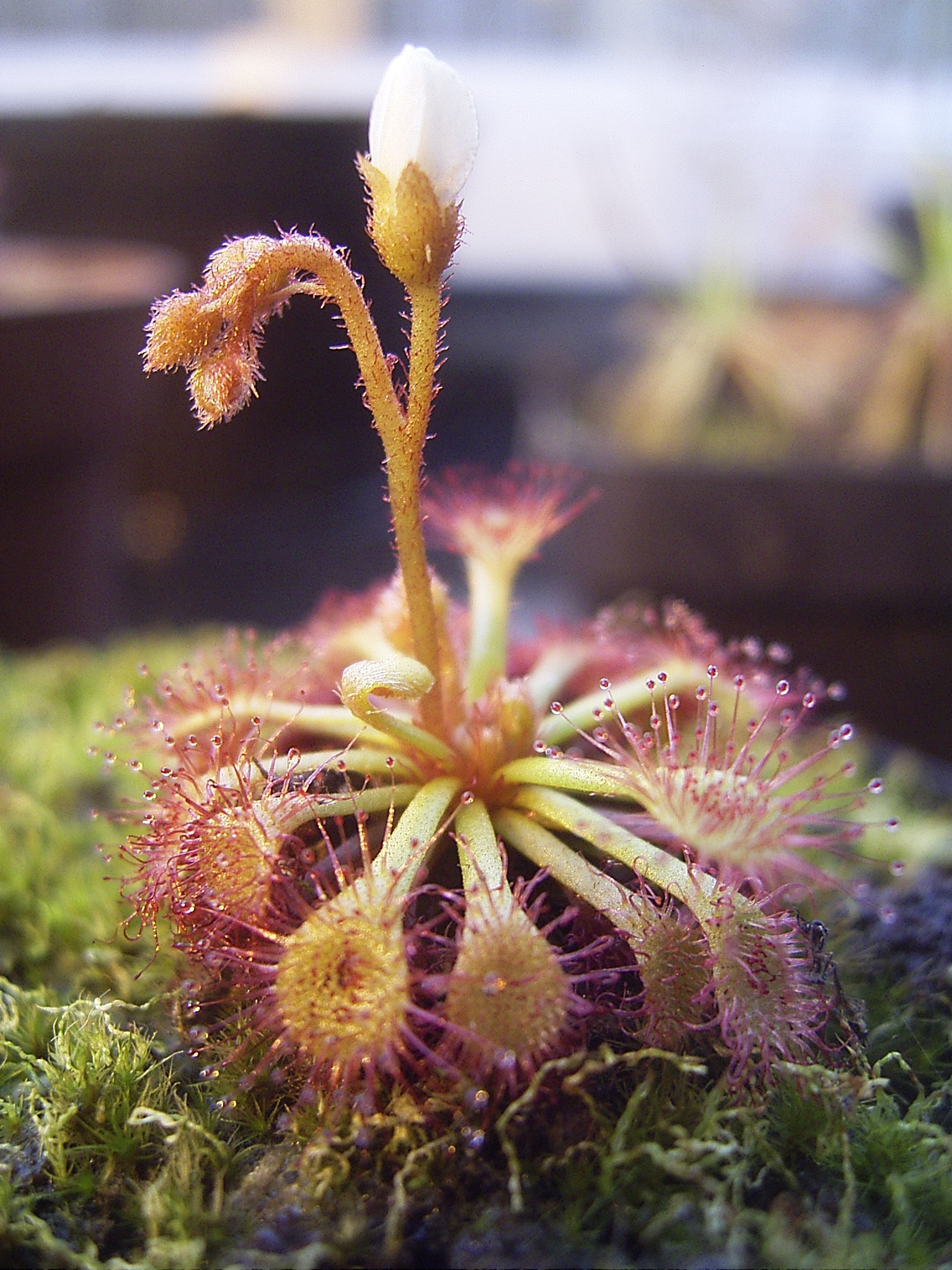
Vista de la planta

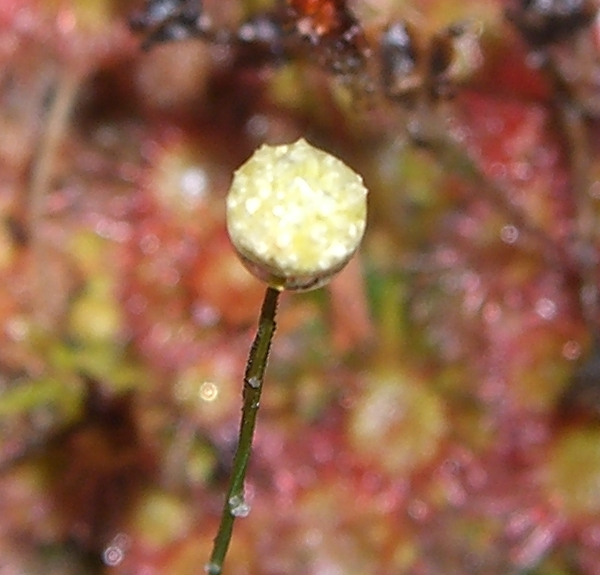
Detalle de la flor

## Descripción
Drosera kaieteurensis es una planta perenne herbácea que de forma natural se encuentra en los tepuis de Guyana y Venezuela. Crece en forma de rosets con diámetros de 6-8 mm, con tallos cortos. Las hojas son circulares u ovales, en su mayoría de color rojo, de 2-3 mm de largo y de 2 a 2,5 mm de ancho. La superficie superior de la hoja está densamente cubierta con pelos glandulares rojos que secretan un pegajoso mucílago que utiliza para atrapar insectos. Las estípulas son de 2,5 a 4 milímetros de largo, 1 mm de ancho, rectangulares y membranosas.
Tiene de una a tres inflorescencias de 13 a 60 mm de largo y tienen 2 y 9 flores. La inflorescencia mide de 1 a 3 cm de largo, cubierta con tricomas filiformes. Los pétalos son de color blanco o rosa. Las cápsulas de las semillas se abren longitudinalmente a lo largo de las paredes de la cápsula, y las semillas elípticas son expulsados por el "impacto" de una gota de lluvia en la cápsula de la semilla.

## Carnívora
Al igual que todas las Droseras, esta planta se alimenta de insectos, que son atraídos por su color rojo brillante y sus brillantes gotas de mucílago, cargados de una sustancia azucarada, que cubren sus hojas. Ha evolucionado el comportamiento de este carnívoro en respuesta a su hábitat, que es por lo general pobre en nutrientes o es tan ácido, que la disponibilidad de nutrientes se ve seriamente disminuida. La planta utiliza enzimas para disolver los insectos - que atrapa con sus tentáculos glandulares - y extraer el amoníaco (de las proteínas) y otros nutrientes de sus cuerpos. El amoniaco reemplaza el nitrógeno que otras plantas absorben del suelo.

## Distribution

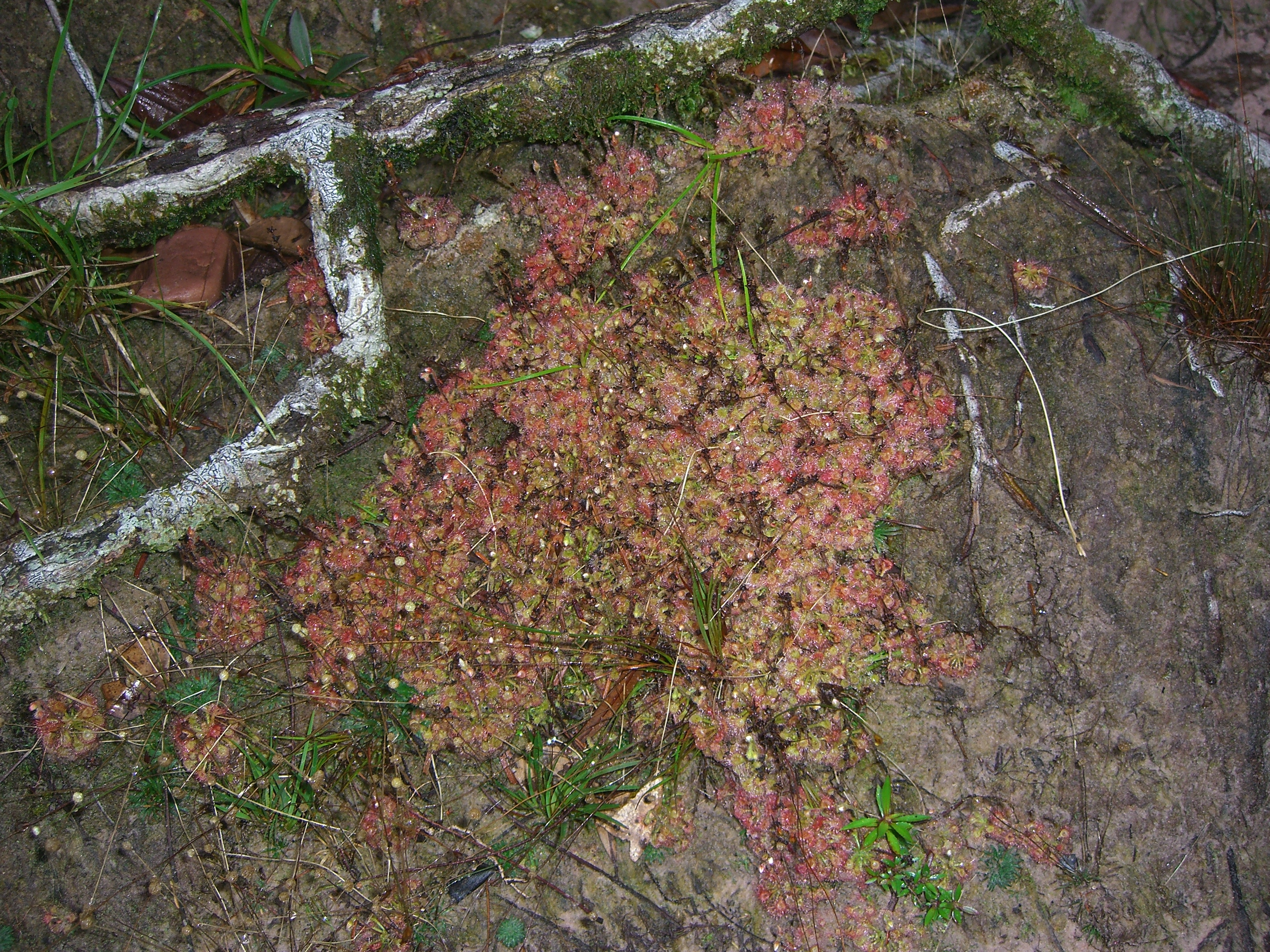
Una colonia en el pie del Salto Ángel, Auyantepui en Venezuela

Drosera kaieteurensis se encuentra en los tepuyes en la zona fronteriza de Ecuador y Venezuela, a altitudes de 460-2400 metros, en suelos arenosos o en la cubierta de musgo de las rocas. También puede haber ocurrencias en Trinidad y Tobago.

## Taxonomía
Drosera kaieteurensis fue descrita por Brumm.-Ding. y publicado en Acta Botanica Neerlandica 4: 137. 1955
Etimología
Drosera: tanto su nombre científico –derivado del griego δρόσος [drosos]: "rocío, gotas de rocío"– como el nombre vulgar –rocío del sol, que deriva del latín ros solis: "rocío del sol"– hacen referencia a las brillantes gotas de mucílago que aparecen en el extremo de cada hoja, y que recuerdan al rocío de la mañana.
kaieteurensis: epíteto geográfico que alude a su localización en el tepui Kaieteur.
Sinonimia
- Drosera felix Steyerm. & L.B.Sm.[4][5]